# Ruapae Falls
Die Ruapae Falls sind ein Wasserfall bislang nicht ermittelter Fallhöhe in der Region Manawatū-Whanganui auf der Nordinsel Neuseelands. In der Tararua Range liegt er im Lauf Oberlauf des Mangatainoka River.